# ドロベタ＝トゥルヌ・セヴェリン
ドロベタ＝トゥルヌ・セヴェリン （ルーマニア語:Drobeta-Turnu Severin、発音: /dro'be.ta 'tur.nu se.ve'rin/, ハンガリー語: Szörényvár, ブルガリア語: Северин セルビア語: Дробета-Турну Северин，ドイツ語:Drobeta Turnu Severin）は、ルーマニア、オルテニア地方、メヘディンツィ県の県都。かつてはトゥルヌ・セヴェリンと呼ばれていた。日本語では、ツルヌ・セヴェリン、ツルヌ・セベリンという表記も見られる。

## 地理
ドナウ川左岸にあり、鉄門の下流に位置している。オルテニア西部、トポルニツァ低地の端にあり、ティミショアラの南東220km、クライオヴァの西113km、ブカレストの西353kmの地点にある。地中海性気候に近い温暖な気候で、アーモンド、イチジク属、ライラック、ボダイジュ、クリ、モクレン、コーカサスサワグルミ、イチョウなどの木の自生地である。
市は、ドゥダシュ・スケレイ(Dudaşu Schelei)、グラ・ヴァイイ(Gura Văii)、スケラ・クラドヴェイ(Schela Cladovei)の三つの村を含んでいる。

## 歴史
市名は最初古代ローマ人からドロベタエ（Drobetae）と呼ばれていた。これに後にトゥルヌ・セヴェリン（北の塔）という名が付け加えられた。これは、ローマ帝国が建てたドナウ北岸の塔にちなむ。この塔は、深い堀によって囲まれた小さな丘の上に立てられていた。塔はセプティミウス・セウェルス帝が、ガリア人とマルコマンニ人に勝利したのを記念したものである。トゥルヌ・セヴェリン近郊には、トラヤヌス橋の遺跡が残っている。これは帝国内で最大級のもので、103年に建築家・ダマスカスのアポロドーロス（en:Apollodorus of Damascus）によって建造されたものである。ドナウ川はこの地点でおよそ1,200mの川幅がある。橋は石の柱で支えられた20本のアーチで構成されていた。わずか2つの柱が、干潮時に今も見ることができる。

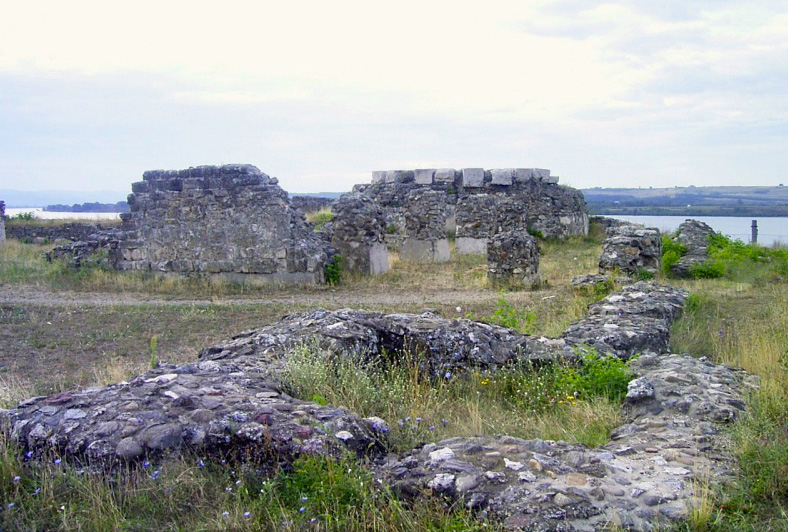
トラヤヌス橋の廃墟

属州ダキアからローマの行政管理が引き上げた後、市はドナウ北岸の拠点としてローマ支配のもとで保護された（4-6世紀）。5世紀にフン族の来襲で市は破壊され、ユスティニアヌス1世によって再建された。中世になって、市はその名をトゥルヌ・セヴェリンとし、13世紀にはセヴェリンのバンの政治的中心地となった。市は、セヴェリンにカトリック教会の司教座を設置したハンガリー王国に最初支配され、1330年頃にワラキアのヴォイヴォドが領有した。1524年、市はオスマン帝国に征服された。かつてのトルコ支配のもとで、領土管理はオルテニア西部へ移され、チェルネツィ（Cerneţi）に集約された。
1829年のアドリアノープル条約の結果、ドナウ川の航行がオスマン帝国の管理から自由になると、現在の都市と川港が建設された。工業施設が市の再発展に拍車をかけた。1969年にトゥルヌ・セヴェリンは県都になり、1972年、都市(municipiu)になるとともに、古代のドロベタの名を市名に加え、ドロベタ＝トゥルヌ・セヴェリンとなった。

## 人口
- 1900年: 18,628人
- 2002年: 104,557人

## 出身の人物
- アレクサンダー・レーア - オーストリア、ドイツ第三帝国の軍人
- ミレル・ラドイ - サッカー選手

## 参照
- Westermann, Großer Atlas zur Weltgeschichte (in German)
- Catholic Encyclopedia- Rumania